# Pachyramphus rufus
A Pachyramphus rufus a madarak (Aves) osztályának verébalakúak (Passeriformes) rendjébe és a Tityridae családjába tartozó faj. Egyes szervezetek az egész családot, a kotingafélék (Cotingidae) családjában sorolják Tityrinae alcsaládként.

## Rendszerezése
A fajt Pieter Boddaert holland ornitológus írta le 1783-ban, a Muscicapa nembe Muscicapa rufa néven.

## Alfajai
- Pachyramphus rufus juruanus Gyldenstolpe, 1951
- Pachyramphus rufus rufus (Boddaert, 1783)[2]

## Előfordulása
Panamában és Dél-Amerika északi részén, Brazília, Kolumbia, Ecuador, Francia Guyana, Guyana, Peru, Suriname és Venezuela területén honos.
A természetes élőhelye a szubtrópusi vagy trópusi síkvidéki esőerdők és mangroveerdők, cserjések, folyók és patakok környéke, valamint legelők, szántóföldek és ültetvények. Állandó, nem vonuló faj.

## Megjelenése
Testhossza 12,9–14 centiméter, testtömege 18,5 gramm.
|  |  |

## Életmódja
Ízeltlábúakkal, kisebb gyümölcsökkel és bogyókkal táplálkozik.

## Külső hivatkozások
- Képek az interneten a fajról
- Xeno-canto.org - a faj hangja és elterjedési területe